# فرانک مور
فرانک مور (انگلیسی: Frank Moore؛ ۱۵ نوامبر ۱۸۸۰ – ۲۸ مه ۱۹۲) بازیگر اهل ایالات متحده آمریکا بود.
از فیلم‌هایی که وی در آن‌ها نقش داشته‌است، می‌توان به دختر چهل‌تکه شهر آز اشاره نمود.